# فينوس ميديشي
فينوس ميديشي هو تمثال رخامي يصور إلهة الحب والجمال أفروديت نحتت في القرن الأول قبل الميلاد وهي الأن معروضة ضمن مقتنيات معرض أوفيزي في إيطاليا.